# L'immortale (film 1921)
L'immortale è un film del 1921 diretto da Guido Parish.